# 2015년 K3리그
K3리그 2015는 K3리그의 아홉 번째 시즌으로 2015년부터 K3리그로 불리며, 장기적으로는 내셔널리그와의 승강제를 목표로 하고 있다. K3리그에는 18개 팀이 소속되어 있다. 18개 팀이 9팀 씩 추첨을 통하여 두 개 조로 나뉘어 조별 리그를 치른다. 이후 각 조의 상위 세 팀 씩 플레이오프에 진출하여 우승 팀을 결정한다.
시즌은 홈앤 어웨이와 인터리그를 포함해 27라운드 경기를 치르는 방식으로 진행된다. 성적 1위 팀은 챔피언 결정전에 직행하며 통합성적 3위와 6위, 4위와 5위가 6강 플레이오프에서 만났다. 6강 플레이오프 승자가 4강 플레이오프에서, 4강 플레이오프 승자가 통합성적 2위와 준결 플레이오프에서 맞붙게 됐다.

## 2015 시즌 참가팀
18개 구단이 참가하는 2015년 K3리그는 두 개 조로 나뉘어 조별 리그를 치르는 방식으로 진행된다.
| 경주 시민축구단 전주 시민축구단 천안 FC 청주 FC 전남 영광 FC 춘천 FC 평창 FC                                                                                       |
| 고양 시민축구단 김포 시민축구단 서울 마르티스 서울 유나이티드 FC 의정부 양주 시민축구단 이천 시민축구단 중랑 코러스 무스탕 파주 시민축구단 포천 시민축구단 화성 FC |

- A조

| 클럽             | 연고지    | 홈구장              | 가입년도 |
| ---------------- | --------- | ------------------- | -------- |
| 이천 시민축구단  | 이천      | 이천종합운동장      | 2009년   |
| 포천 시민축구단  | 포천      | 포천종합운동장      | 2008년   |
| 파주 시민축구단  | 파주      | 파주스타디움        | 2012년   |
| 경주 시민축구단  | 경주      | 경주시민운동장      | 2008년   |
| 전주 시민축구단  | 전주      | 전주대학교 인조구장 | 2007년   |
| FC 의정부        | 의정부    | 의정부종합운동장    | 2014년   |
| 평창 FC          | 평창      | 평창종합운동장      | 2008년   |
| 천안 FC          | 천안      | 천안축구센터        | 2007년   |
| 서울 FC 마르티스 | 서울 강북 | 강북구민운동장      | 2009년   |

- B조

| 클럽               | 연고지    | 홈구장             | 가입년도 |
| ------------------ | --------- | ------------------ | -------- |
| 중랑 코러스 무스탕 | 서울 중랑 | 중랑구립잔디운동장 | 2012년   |
| 화성 FC            | 화성      | 화성종합운동장     | 2013년   |
| 춘천 FC            | 춘천      | 춘천종합운동장     | 2010년   |
| 청주 FC            | 청주      | 청주종합운동장     | 2009년   |
| 양주 시민축구단    | 양주      | 양주고덕인조구장   | 2007년   |
| 전남 영광 FC       | 영광      | 영광스포티움       | 2010년   |
| 서울 유나이티드    | 서울 노원 | 마들스타디움       | 2007년   |
| 김포 시민축구단    | 김포      | 김포공설운동장     | 2013년   |
| 고양 시민축구단    | 고양      | 고양별무리구장     | 2008년   |

## 순위

### 정규리그 순위
| 순위 | 팀                    | 경기 | 승 | 무 | 패 | 득  | 실  | 차   | 승점 | 참가 자격 및 강등             |
| ---- | --------------------- | ---- | -- | -- | -- | --- | --- | ---- | ---- | ----------------------------- |
| 1    | 포천시민              | 25   | 22 | 3  | 0  | 104 | 17  | +87  | 69   | 챔피언결정전 진출(A조1위)     |
| 2    | 김포 FC               | 25   | 17 | 5  | 3  | 81  | 22  | +59  | 56   | 6강 플레이오프 진출(B조1위)   |
| 3    | 화성 FC               | 25   | 18 | 2  | 5  | 65  | 36  | +29  | 56   | 준결 플레이오프 진출(B조2위)  |
| 4    | 경주시민              | 25   | 16 | 3  | 6  | 72  | 27  | +45  | 51   | 6강 플레이오프 진출(A조1위)   |
| 5    | 파주시민              | 25   | 15 | 4  | 6  | 56  | 22  | +34  | 49   | 6강 플레이오프 진출(A조3위)   |
| 6    | 이천시민              | 25   | 14 | 4  | 7  | 58  | 23  | +35  | 46   |                               |
| 7    | 양주시민              | 25   | 12 | 5  | 8  | 65  | 37  | +28  | 41   | 6강 플레이오프 진출(B조3위)ㆍ |
| 8    | 중랑 코러스 무스탕    | 25   | 12 | 2  | 11 | 48  | 37  | +11  | 38   |                               |
| 9    | 춘천 FC               | 25   | 11 | 4  | 10 | 46  | 42  | +4   | 37   |                               |
| 10   | 충북 청주 FC          | 25   | 10 | 4  | 11 | 52  | 51  | +1   | 34   |                               |
| 11   | 천안 FC               | 25   | 9  | 5  | 11 | 61  | 43  | +18  | 32   |                               |
| 12   | 전주시민              | 25   | 8  | 3  | 14 | 43  | 54  | -11  | 27   |                               |
| 13   | 평창 FC               | 25   | 8  | 2  | 15 | 36  | 46  | -10  | 26   |                               |
| 14   | 전남 영광 FC          | 25   | 6  | 4  | 15 | 37  | 42  | -5   | 22   |                               |
| 15   | FC 의정부             | 25   | 7  | 1  | 17 | 46  | 62  | -16  | 22   |                               |
| 16   | 고양시민              | 25   | 7  | 1  | 17 | 31  | 57  | -26  | 22   |                               |
| 17   | 서울 유나이티드       | 25   | 5  | 4  | 16 | 51  | 59  | -8   | 19   |                               |
| 18   | 서울 FC 마르티스 (–3) | 25   | 0  | 0  | 25 | 9   | 284 | -275 | -3   |                               |

* 마지막 업데이트 : 2015년 10월 10일
* 출처 : http://joinkfa.com/league2/league_info_list.php?league_type=7]
* 순위 결정방식 : 
1) 승점; 2) 골 득실차; 3) 득점 수.
* (C) = 우승; (R) = 강등; (P) = 승격; (O) = 플레이오프 승리; (A) = 다음 라운드 진출 
* 시즌이 끝나지 않은 경우만 사용되는 표시: 
(Q) = 대항전 진출 자격이 됨; (TQ) = 대항전 진출 자격이 됐으나 진출할 라운드가 정해지지 않음; (RQ) = 강등 결정전 진출 자격이 됨; (DQ) = 대항전 진출 자격을 잃음.

### 개인 득점 순위
| 순위 | 이름   | 클럽 | 득점 | 경기 |
| ---- | ------ | ---- | ---- | ---- |
| 1    | 김원민 | 포천 | 20   | 7    |
| 2    | 김성민 | 김포 | 18   | 11   |
| 3    | 박동희 | 김포 | 15   | 11   |
| 4    | 박종윤 | 경주 | 14   | 11   |
| 5    | 이하늘 | 천안 | 12   | 10   |

## 같이 보기
- 2015년 대한민국 축구 리그 시스템

 1부 K리그 클래식 2015
 2부 K리그 챌린지 2015
 3부 내셔널리그 2015
 4부 K3리그 2015
 FA컵 FA컵 2015
- K3리그 관련 문서

 리그 K3리그
 주관 대한축구협회
 컵 대회 대한민국 FA컵